# 愛知県警察信用組合

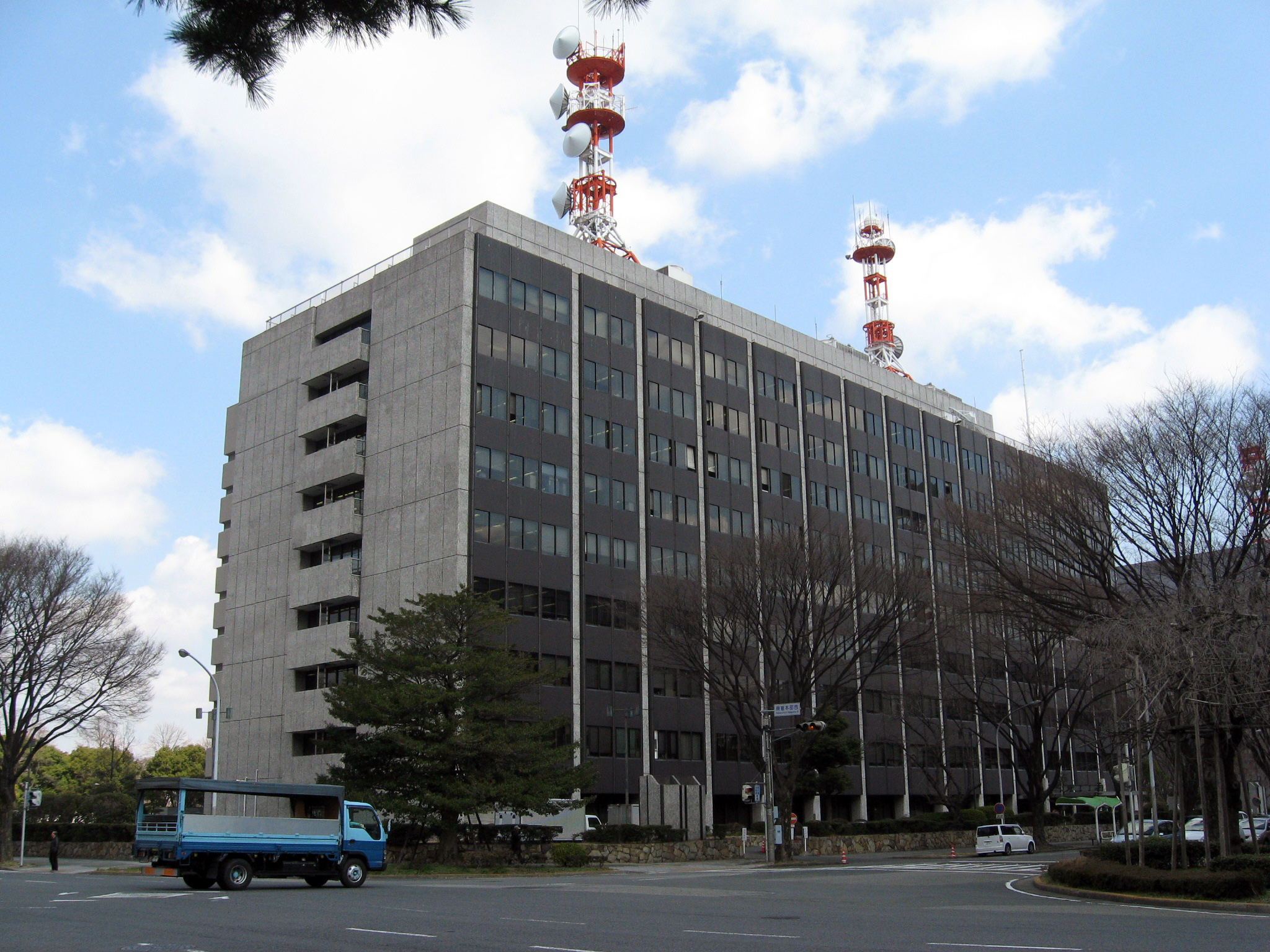
愛知県警察信用組合の本店が入居する愛知県警察本部庁舎

愛知県警察信用組合（あいちけんけいさつしんようくみあい）は、愛知県名古屋市中区三の丸の愛知県警察本部内に本店を置き、愛知県警察職員・地区内勤務の中部管区警察局職員並びに、職員の福利厚生のために設立された法人及びその役員等を対象とした職域信用組合である。略称は「けいしん」。

## 沿革
- 1960年5月 - 愛知県警察職員信用組合として設立
- 1984年6月 - 愛知県警察信用組合に名称変更